# Kaluga
Kaluga (russisch Калу́га) ist eine russische Stadt an der Oka, rund 190 km südwestlich von Moskau. Sie hat 324.698 Einwohner (Stand 14. Oktober 2010).
|                       | Jan   | Feb   | Mär  | Apr  | Mai  | Jun  | Jul  | Aug  | Sep  | Okt | Nov  | Dez  |   |     |
| Mittl. Tagesmax. (°C) | −6,6  | −5,0  | 0,4  | 10,3 | 18,7 | 21,5 | 23,0 | 21,9 | 15,7 | 9,0 | 0,7  | −3,7 | ⌀ | 8,9 |
| Mittl. Tagesmin. (°C) | −13,5 | −12,9 | −7,4 | 1,0  | 6,7  | 10,1 | 12,0 | 10,7 | 6,1  | 1,8 | −4,5 | −9,5 | ⌀ | 0,1 |
|                       |       |       |      |      |      |      |      |      |      |     |      |      |   |     |
| Niederschlag (mm)     | 39    | 33    | 35   | 39   | 43   | 77   | 80   | 71   | 55   | 50  | 53   | 55   | Σ | 630 |
|                       |       |       |      |      |      |      |      |      |      |     |      |      |   |     |
| Regentage (d)         | 9     | 8     | 8    | 8    | 8    | 9    | 10   | 9    | 8    | 9   | 12   | 12   | Σ | 110 |

| −13,5 |

| −12,9 |

| −7,4 |

| 1,0 |

| 6,7 |

| 10,1 |

| 12,0 |

| 10,7 |

| 6,1 |

| 1,8 |

| −4,5 |

| −9,5 |

| −13,5 |

| −12,9 |

| −7,4 |

| 1,0 |

| 6,7 |

| 10,1 |

| 12,0 |

| 10,7 |

| 6,1 |

| 1,8 |

| −4,5 |

| −9,5 |

## Stadtgliederung
Kaluga ist eine rajonfreie administrativ-territoriale Einheit (Stadt). Im Rahmen der kommunalen Selbstverwaltung bildet Kaluga mit 73 umliegenden Dörfern den Stadtkreis Gorod Kaluga (Stadt Kaluga).
Die Fläche der eigentlichen Stadt Kaluga beträgt 168,8 km², die des Stadtkreises 543,0 km². Das Territorium der Stadt ist in drei Bezirke unterteilt:
| Stadtbezirk (gorodskoi rajon) | Russischer Name | Einwohner (14. Oktober 2010) | Bemerkung                                               |
| ----------------------------- | --------------- | ---------------------------- | ------------------------------------------------------- |
| Leninski                      | Ленинский       | 114.084                      | benannt nach Lenin                                      |
| Moskowski                     | Московский      | 100.923                      | benannt nach Moskau                                     |
| Oktjabrski                    | Октябрьский     | 109.691                      | benannt nach Oktober, bezogen auf die Oktoberrevolution |

Anmerkung: Volkszählungsdaten

## Flagge und Wappen
Das Stadtwappen zeigt auf blauem Grund einen weißen Wellenbalken für die Oka, darüber die Zarenkrone. Die Stadtflagge basiert auf dem Wappen, zeigt aber noch in rotem Streifen am Liek einen fliegenden Satelliten vom Typ Sputnik 1, da Kaluga als Wiege der russischen Raumfahrt gilt.

## Geschichte
Kaluga wurde 1371 als Festung das erste Mal urkundlich erwähnt, die Stadt entstand als Grenzfestung im Südwesten des Moskauer Reiches. Nach 1500 bildete es kurzzeitig ein eigenes unabhängiges Fürstentum. 1606/07 war Kaluga Zentrum des Bauernaufstandes unter Iwan Bolotnikow.
Vom 17. bis zum 19. Jahrhundert entwickelte sich Kaluga zu einer Handelsstadt, da sie auf der Route zwischen Moskau und der Ukraine lag. 1718 ließ Peter I. hier eine Segel- und 1720 eine Papiermanufaktur errichten.
Im 18. und 19. Jahrhundert wurden hochrangige Gegner Russlands nach Kaluga verbannt. Dazu gehörte von 1786 bis 1787 der letzte Krim-Khan Şahin Giray, nachdem er auf den Thron des Khans verzichtet hatte. Der Awarenführer Imam Schamil lebte von 1860 bis 1869 in Kaluga im Exil. Der Imam und seine Familie bewohnten ein dreistöckiges Steinhaus, das an der Wende vom 18. zum 19. Jahrhundert von dem Provinz-Architekten Iwan D. Jasnygin für den Großhändler Iwan G. Bilibin erbaut wurde. Dieses Haus in der Puschkin-Straße 4 heißt heute „Haus des Schamil“ und beherbergt Ausstellungsräume des Heimatmuseums.
Während des Vaterländischen Krieges machte sich Kaluga einen Namen, als die in der Stadt stationierten Truppen Kutusows ein Ausweichen der napoleonischen Truppen nach Süden verhinderten.
Kaluga war im Kaiserreich seit 1796 Hauptstadt des gleichnamigen Gouvernements, das bis 1929 im Rahmen der RSFSR der Sowjetunion bestand.
Mit der Gründung eines Physik-Institutes 1892 wurde der Grundstein für die Forschungstätigkeit in Kaluga gelegt, sein Gründer Konstantin Ziolkowski gilt als Vater der russischen Raumfahrt, sein ehemaliges Wohnhaus ist heute ein Museum, das zeigt, wie der Erfinder lebte und an seinen Modellen bastelte. Außerdem gibt es in der Stadt ein bedeutendes Raumfahrtmuseum. Dadurch gilt Kaluga als „Wiege der Kosmonautik“.
Im Zweiten Weltkrieg wurde Kaluga während der Schlacht um Moskau am 12. Oktober 1941 von der Wehrmacht besetzt. Der amerikanische Historiker Timothy Snyder behauptet: „Nach den Erfahrungen während der Stalinschen Säuberungen begrüßten zahlreiche Einwohner der Stadt die einrückenden Einheiten der Wehrmacht mit Brot und Salz“. Im Ort entstand ein jüdisches Ghetto.
Doch schon am 30. Dezember 1941 wurde die Stadt von der Roten Armee befreit. Die Bewohner von Kaluga hießen die Soldaten der Roten Armee mit Brot und Salz willkommen. Die Deutsche Wehrmacht hatte die Stadt bei ihrem Rückzug in Brand gesteckt, zahlreiche Gebäude gesprengt und auch das Ghetto angezündet. Das Ziolkowski-Museum war von ihnen besudelt und ausgeraubt worden. In der Folgezeit bestand in der Stadt das Kriegsgefangenenlager 107 für deutsche Kriegsgefangene des Zweiten Weltkriegs. Im Juli 1944 wurden polnische Soldaten der Heimatarmee, die sich gegen den Eintritt in die Rote Armee wehrten, dorthin in ein Strafgefangenenlager deportiert.

### Bevölkerungsentwicklung
| Jahr | Einwohner |
| ---- | --------- |
| 1897 | 49.513    |
| 1939 | 89.396    |
| 1959 | 134.235   |
| 1970 | 210.906   |
| 1979 | 265.013   |
| 1989 | 311.399   |
| 2002 | 334.751   |
| 2010 | 324.698   |

Anmerkung: Volkszählungsdaten

## Wirtschaft
Heute ist Kaluga der Verwaltungssitz der Oblast Kaluga und eine bedeutende Forschungs- und Industriestadt.
Am 28. November 2007 eröffnete Volkswagen in Kaluga ein Montagewerk, um die Importzölle in Höhe von damals 25 % durch Montage vor Ort zu sparen. Die Volkswagen Group Rus hat ihren Sitz in Kaluga (Details zum Montagewerk dort).
Die Volvo Group errichtete eine LKW-Fabrik in Kaluga. Ende Februar 2022 wurden Produktion und Verkauf in Russland gestoppt. PSA Peugeot Citroën eröffnete 2010 gemeinsam mit Mitsubishi einen Produktionsstandort in Kaluga.
Anfang Juni 2014 eröffnete der Automobilzulieferer Continental AG im Industriepark „Kaluga Süd“ eine neue Produktionsstätte für PKW-Reifen, Motorsteuergeräte und Kraftstoffpumpen, nahe den Montagewerken von Volkswagen, Volvo und PSA. Der französische Zulieferer Faurecia plante 2011, in Kaluga Abgasanlagen und Innenraumsysteme für die ansässigen Automobilhersteller zu produzieren.
Das Kalugaer Turbinenwerk baut Generatoren und anderes zur großtechnischen Erzeugung von elektrischem Strom.

## Verkehr
Die Fernstraße M3 Ukraina verbindet Kaluga und die 200 km entfernte russische Hauptstadt Moskau.
Die M3 wird bei Kaluga von der R132 gekreuzt, die nach Tula (100 km südostöstlich) und nach Rjasan (150 km nordnordöstlich) führt.
Die R92 verbindet Kaluga und Orjol (210 km südlich) miteinander.

## Sport
In der Stadt ist der FK Kaluga beheimatet.

## Trivia
Am 13. Oktober 2000 wurde der Asteroid (8150) Kaluga nach der Stadt benannt.

## Weiterführende Bildungseinrichtungen

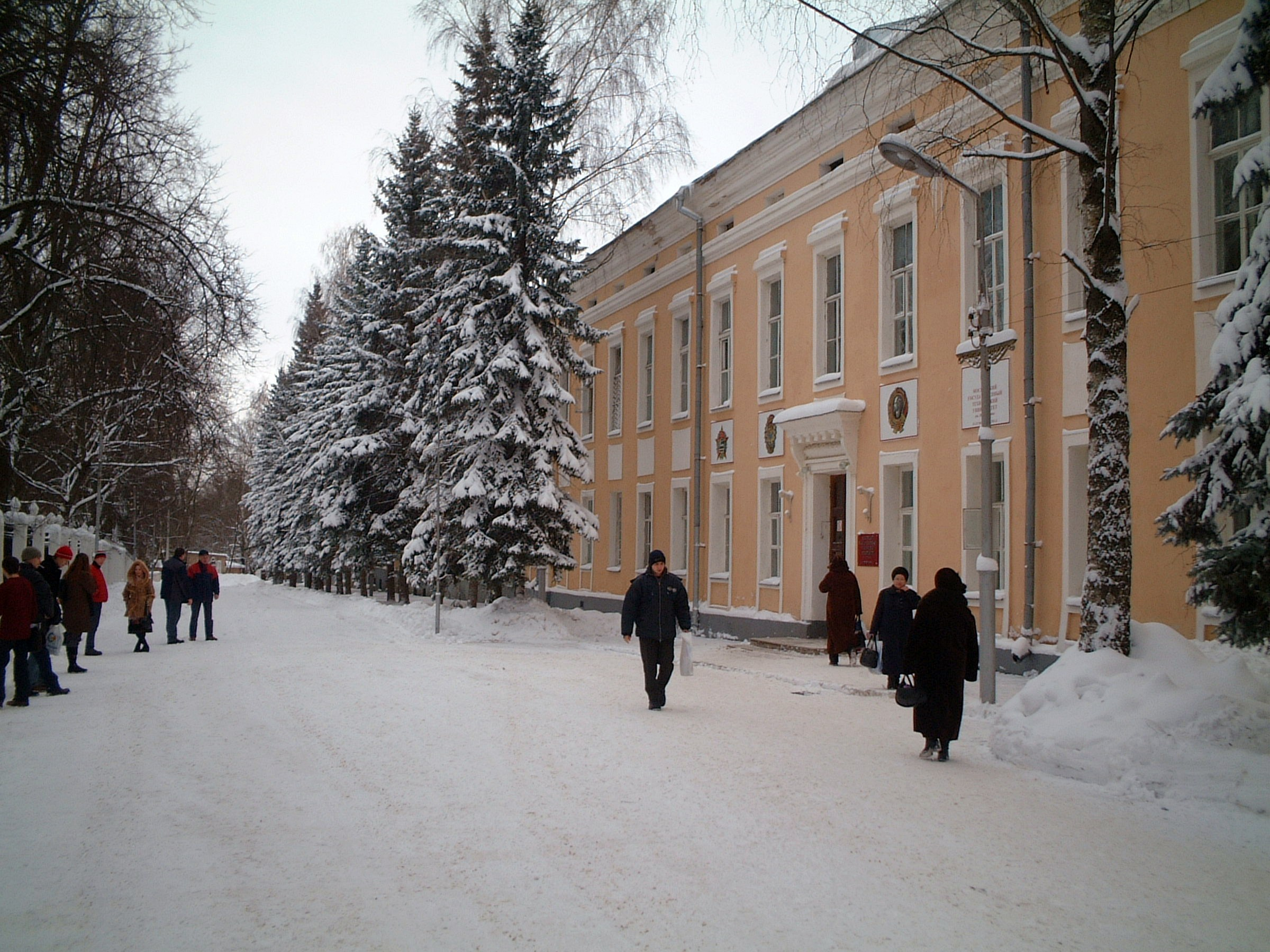
Kalugaer Campus der Staatlichen Technischen Universität Moskau

- Abteilung der Nordöstlichen Akademie für Staatsdienst Kaluga
- Filiale der Internationalen Slawischen G.-R.-Derschawin-Universität
- Filiale der Russischen Staatlichen Agraruniversität
- Filiale der Staatlichen Technischen Universität Moskau
- Filiale des A.-S.-Gribojedow-Instituts für internationales Recht und Ökonomie
- Filiale des Allrussischen Ferninstituts für Finanzen und Ökonomie
- Filiale des Geisteswissenschaftlich-Ökonomischen Instituts Moskau
- Staatliche K.-E.-Ziolkowski-Universität Kaluga[20]

## Städtepartnerschaften
Die Stadt Kaluga unterhält mit folgenden Städten eine Städtepartnerschaft:
- Suhl, Deutschland, seit 1969
- Binningen, Schweiz, seit 1993
- Lahti, Finnland, seit 1994
- Minsk, Belarus seit 2015
- /  Tiraspol, Republik Moldau/Transnistrien

## Persönlichkeiten

### Söhne und Töchter der Stadt
- Iwan Koschelew (1700–1759), Marineoffizier und Polarforscher
- Iwan Kachanow (1825–1909), Politiker und General der russischen Armee
- Alexander Faminzyn (1841–1896), Komponist und Musikpädagoge
- Jewlalija Kadmina (1853–1881), Sängerin[21]
- Nikolai Falejew (1859–1933), Architekt und Hochschullehrer
- David Edelstadt (1866–1892), jiddischsprachiger Schriftsteller und Anarchist
- Boris Wladimirzow (1884–1931), Mongolist, Sprachforscher, Ethnologe und Orientalist
- Nikolai Awilow (1887–1937), Politiker
- Tatjana Simson (1892–1960), Kinderpsychiaterin
- Wassili Glagolew (1896–1947), Generaloberst
- Alexander Terenin (1896–1967), Physikochemiker
- Pawel Woronin (1903–1984), Generalmajor
- Iwan Archipow (1907–1997), Politiker und Erster Stellvertretender Vorsitzender des Ministerrats der UdSSR von 1980 bis 1986
- Nikolai Rakow (1908–1990), Komponist
- Serafim Tulikow (1914–2004), Komponist
- Juri Smirnow (1921–2007), Mathematiker
- Kirill Trofimow (1921–1987), Generalleutnant
- Juri Awerbach (1922–2022), Schachgroßmeister
- Alexander Babajew (1923–1985), Generaloberst
- Larissa Popugajewa (1923–1977), Geologin
- Elja Nikolskaja (1929–2011), Ökonomin und Hochschullehrerin
- Anatoli Akentjew (1939–2023), Skilangläufer
- Alexander Saprykin (1946–2021), Volleyballspieler
- Mykola Asarow (* 1947), ukrainischer Politiker, 14. Ministerpräsident der Ukraine (2010–14)
- Michail Linge (1958–1994), Sprinter
- Stanislaw Lopuchow (* 1972), Schwimmer[22]
- Waleri Kobelew (* 1973), Skispringer und Nordischer Kombinierer
- Alexander Awdejew (* 1975), Politiker und Staatsmann
- Dmitri Kowaljow (* 1976), Ruderer[23]
- Julija Trofimowa (* 1978), Filmregisseurin und Drehbuchautorin
- Olesja Sykina (* 1980), Sprinterin
- Julia Tabakowa (* 1980), Leichtathletin
- Wladimir Kissenkow (* 1981), Fußballspieler[24][25]
- Evgenia Fölsche (* 1983), Pianistin
- Anna Jurakowa (* 1992), Eisschnellläuferin
- Anna Moiseeva (* 1993), Sängerin
- Ivan Kuliak (* 2002), Turner

### Bekannte Einwohner
- Konstantin Eduardowitsch Ziolkowski (1857–1935), Wissenschaftler, Theoretiker zu Weltall-Erforschung und -Reisen, Begründer der modernen Kosmonautik